# Andrija Kopilović
Msgr. dr. th. Andrija Kopilović (Bajmak, 11. svibnja 1941.) bački je hrvatski svećenik, književnik i kulturni djelatnik iz Vojvodine. Pročelnik je Katehetskog vijeća i direktor Studija Subotičke biskupije, prorektor je Teološko-katehetskog instituta subotičke biskupije i rektor svetišta Majke Božje na Bunariću. Rujna 2011. prijevremeno je umirovljen.

## Životopis
Rodio se u bačkom selu Bajmaku 11. svibnja 1941. godine.
Studirao je teologiju u Zagrebu, gdje je diplomirao na Teološkom fakultetu u Zagrebu 1966. godine. Zaredio se iste godine u subotičkoj katedrali. U Zagrebu je magistrirao 2002. godine.
Upravljao je dvjema župama u subotičkoj biskupiji. Bio je vikar u Zmajevu. Od 1969. vodi župu Marije Majke Crkve u Šandoru, a za njegova župnikovanja sagrađena je župna crkva. Prosinodalnim je ispitivačem od 17. listopada 1975. godine. Predavao je u "Paulinumu" 20 godina. Nakon toga je bio 6 godina biskupijskim vikarom. Od 2004. je počasni arhiprezbiter.
Članom je Biskupske konferencije Srbije, gdje je i predsjednikom komisije za vjeronauk. Radi na utemeljenju Teološkog fakulteta i izgradnje Bogoslovije "Augustinianum" u Subotici.
2005. magistrirao je teologiju u Krakovu.

## O radu
Predsjedatelj je Foruma hrvatskih institucija i organizacija u Vojvodini (stanje s početka 2003.).
Predsjednik je Katoličkoga instituta za kulturu, povijest i duhovnost Ivan Antunović. Kao predsjednik tog instituta, dodjeljivao je nagradu "Ivan Antunović".
Članom je Upravnog odbora HKC "Bunjevačko kolo".
Radi i kao novinar. Piše članke za subotičku "Hrvatsku riječ" i "Zvonik".
Piše kratku prozu. Knjiga "Okom svećenika" je zbirka članaka što je pisao u "Hrvatskoj riječi".
2004. je doktorirao na katedri dogmatike-ekleziologije Papinske teološke akademije u Krakovu na temu "Kristova Crkva u službi naroda Hrvata – Kardinal Kuharić svjedok Crkve XX. stoljeća". Prvi je Hrvat koji je doktorirao teologiju na ovom sveučilištu.
2011. je godine zajedno s Ljudevitom Vujkovićem Lamićem bio stručnim suradnikom pri tiskanju serije poštanskih maraka tiskanih na temu žetvene svečanosti bačkih Hrvata Dužijance.
Protagonist je dokumentarnog filma Branka Ištvančića Od zrna do slike.

## Djela
- Dužijanca, monografija, (suautori: Lazo Vojnić Hajduk i Alojzije Stantić), NIU Hrvatska riječ, Subotica, 2006.
- Okom svećenika, I., II., III., (kratka proza), NIU Hrvatska riječ, Subotica, 2006., 2008.
- Razgovori s Antom Sekulićem, (suautor: Milovan Miković), Katolički institut za kulturu, povijest i duhovnost Ivan Antunović, Subotica 2008.

## Nagrade
2006. godine je dobio naslov "Počasnog građanina Subotice".

## Vanjske poveznice
- Radio-Subotica  Arhivirana inačica izvorne stranice od 21. listopada 2007. (Wayback Machine), Knjiška produkcija vojvođanskih Hrvata u 2007.